# Gastrallus knizeki
Gastrallus knizeki is een keversoort uit de familie klopkevers (Ptinidae, voorheen Anobiidae). De wetenschappelijke naam van de soort is voor het eerst geldig gepubliceerd in 1996 door Zahradník.